# George Panikulam
George Panikulam (Puthenchira, Kerala, 26 d'octubre de 1942) és un religiós de l'Església Catòlica Sírio-Malabar i diplomàtic de la Santa Seu, que ha estat nunci apostòlic a diversos estats.
Fou ordenat sacerdot l'11 de març a 1967 pel bisbe de Trichur. va exercir com a vicari parroquial en la Catedral i a la diòcesi d'Irinjalakkuda. Després va estidoar teologia a la Pontifícia Universitat Gregoriana, Dret Canònic al Pontifici Institut Oriental, i Sagrada Escriptura al Pontifici Institut Bíblic de Roma. En 1979 va ingressar al servei diplomàtic de la Santa Seu i fou adscrit a les nunciatures del Canadà (1979-1982), Veneçuela (1982-1984), Alemanya (1984-1996), i en la Representació de la Santa Seu davant l'ONU a Nova York (1996-2000).
En 2000 va ser nomenat per Joan Pau II arquebisbe titular de Caudium i nunci apostòlic a Hondures. El 2003 deixà el càrrec per ocupar la nunciatura de Moçambic. En 2008 fou nomenat nunci apostòlic a Etiòpia, Somàlia i Djibouti, així com representant especial a la Unió Africana.
El 14 de juny de 2014 el papa Francesc el va nomenar nunci apostòlic a Uruguai.